# 에스페란토 대회
에스페란토 대회는 에스페란토로 말하는 대회이다.

## 세계
- 세계 에스페란토 대회
- SAT 대회

## 나라별
- 일본에스페란토대회
- 한국에스페란토대회

## 축제
- 문화에스페란토축제